# シマアジ (鳥)
シマアジ（縞味、Spatula querquedula）は、カモ目カモ科ハシビロガモ属に分類される鳥類。

## 分布
ユーラシア大陸北部から中部で繁殖し、冬季になるとアフリカ大陸、東南アジア、インド、パプアニューギニアなどへ南下し越冬する。日本では渡りの途中に飛来し（旅鳥）、北海道で少数が繁殖し八重山列島で少数が越冬する。

## 形態
全長37-41センチメートル。翼長オス18.7-19.8センチメートル、メス17.5-19.4センチメートル。翼開張58-69センチメートル。体重0.3-0.6キログラム。眼上部には眉状に白い筋模様（眉斑）が入る。次列風切の光沢（翼鏡）は緑色。
嘴はやや長く、黒い。
卵は長径4.6センチメートル、短径3.3センチメートルで、殻は淡褐色や淡黄褐色。
オスは雨覆が青灰色。繁殖期のオスは頭部の羽衣が赤紫がかった褐色で、眉斑が太くより明瞭。和名シマはオスの眉斑に由来する。肩羽は笹状に伸長し白黒。非繁殖期のオス（エクリプス）やメスは全身の羽衣が褐色で、黒褐色の斑紋が入る。また嘴から眼を通り側頭部にかけて黒褐色の筋模様（過眼線）が入る。メスは雨覆が灰褐色や淡青灰色。

## 生態
河川、湖沼、湿原などに生息する。
食性は雑食で、種子、水生植物、昆虫などを食べる。主にペアや小規模な群れで水面に頭をつけて泳ぎながら採食を行う。
繁殖形態は卵生。5-7月に草原などに枯れ草を組み合わせた直径20センチメートル以下の巣を作り、8-11個の卵を産む。メスが抱卵し、抱卵期間は21-23日。雛は孵化してから35-40日で飛翔できるようになり独立する。生後1年で性成熟する。

## 人間との関係
食用とされることもあった。和名アジは味が良かったことに由来する。

## 画像

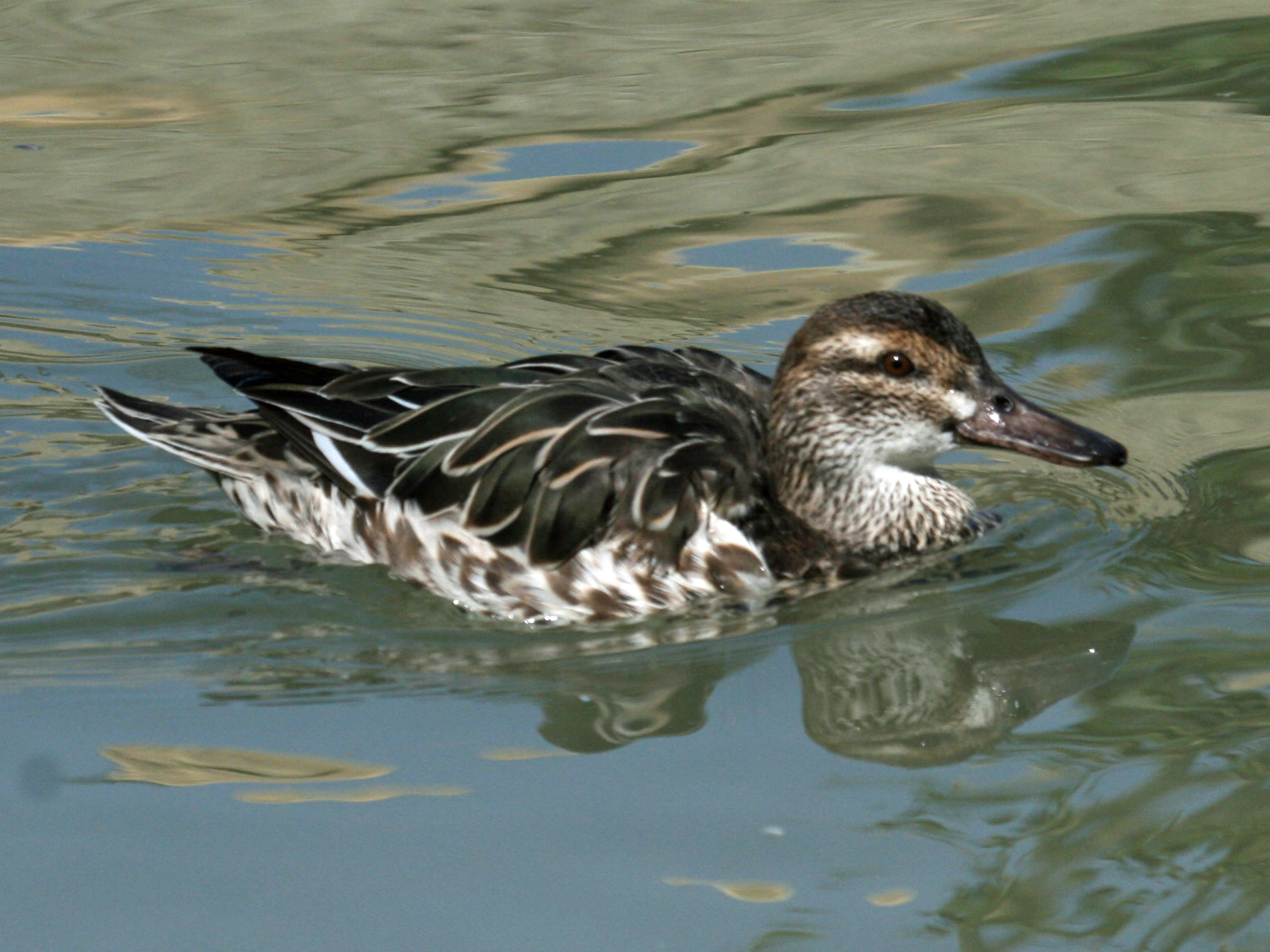
メス